# Alins (kommun i Spanien)
Alins är en kommun i Spanien.   Den ligger i provinsen Província de Lleida och regionen Katalonien, i den nordöstra delen av landet, 500 km nordost om huvudstaden Madrid. Antalet invånare är 306. Arean är 183 kvadratkilometer. Alins gränsar till Esterri de Cardós, Lladorre, Tírvia, Vall de Cardós, Les Valls de Valira, Farrera, Auzat och La Massana. 
Terrängen i Alins är bergig.
Alins delas in i:
- Ainet de Besan
- Araós
- Àreu